# 제주 4·3 평화공원

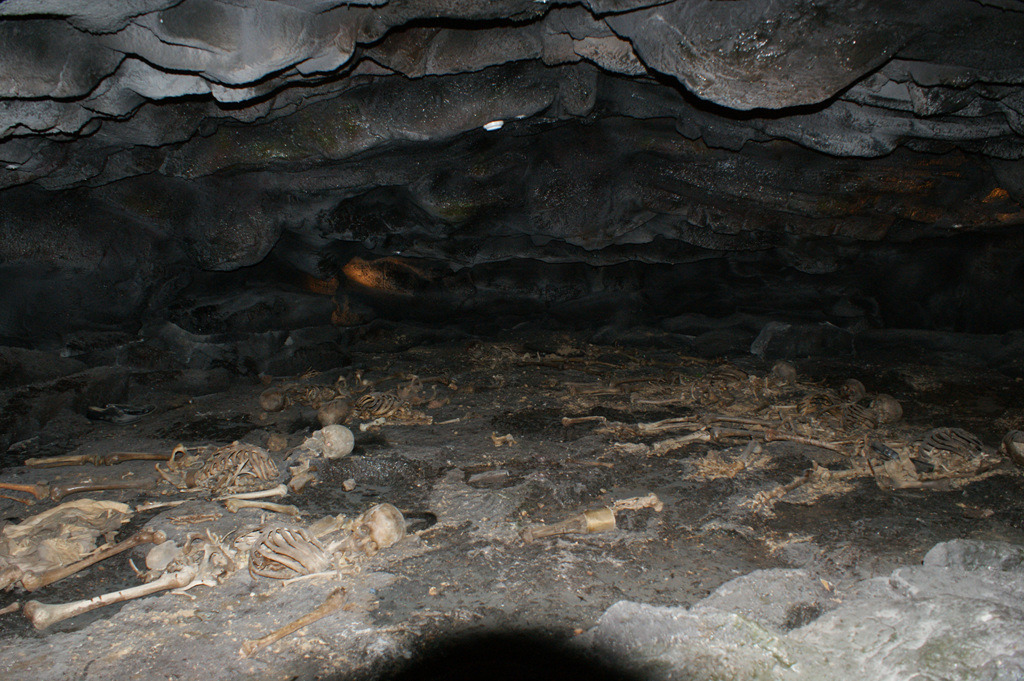
4·3 평화기념관의 다랑쉬 동굴 학살 재현

제주 4·3 평화공원(濟州 4·3 平和公園)은 대한민국 제주특별자치도 제주시 봉개동에 위치한 공원으로, 4·3 사건의 희생자의 넋을 위령하고, 사건의 역사적 의미를 되새기고 희생자의 명예회복 및 평화와 인권을 위해서 조성되었다.